# Havana Moon
Havana Moon är ett musikalbum av Carlos Santana som lanserades 1983 på Columbia Records. Det lanserades som ett soloprojekt av honom och inte med bandet Santana. Skivan gästas av ett flertal sångare, däribland Willie Nelson som sjunger på "They All Went to Mexico". Även Carlos Santanas far Jose Santana sjunger och spelar fiol på låten "Vereda Tropical". Albumet innehåller ett flertal covers på rocklåtar från 1950-talet och tidigt 1960-tal, däribland Bo Diddleys "Who Do You Love?", och titelspåret som var en Chuck Berry-cover.

## Låtlista
(kompositör inom parentes)
1. "Watch Your Step" (Phil Belmonte, Bobby Parker) – 4:01
2. "Lightnin'" (Booker T. Jones, Carlos Santana) – 3:51
3. "Who Do You Love?" (Ellas McDaniel) – 2:55
4. "Mudbone" (Santana) – 5:51
5. "One with You" (Jones) – 5:14
6. "Ecuador" (Santana) – 1:10
7. "Tales of Kilimanjaro" (Alan Pasqua, Armando Peraza, Raul Rekow, Santana) – 4:50
8. "Havana Moon" (Chuck Berry) – 4:09
9. "Daughter of the Night" (Hasse Huss, Mikael Rickfors) – 4:18
10. "They All Went to Mexico" (Greg Brown) – 4:47
11. "Vereda Tropical" (Gonzalo Curiel) – 4:57

## Listplaceringar
- Billboard 200, USA: #31[1]
- Nederländerna: #16[2]
- Österrike: #18[3]
- VG-lista, Norge: #6[4]
- Topplistan, Sverige: #6[5]